# Acrapex albicostata
Acrapex albicostata är en fjärilsart som beskrevs av George Francis Hampson 1916. Acrapex albicostata ingår i släktet Acrapex och familjen nattflyn. Inga underarter finns listade i Catalogue of Life.